# Palacio de las Naciones

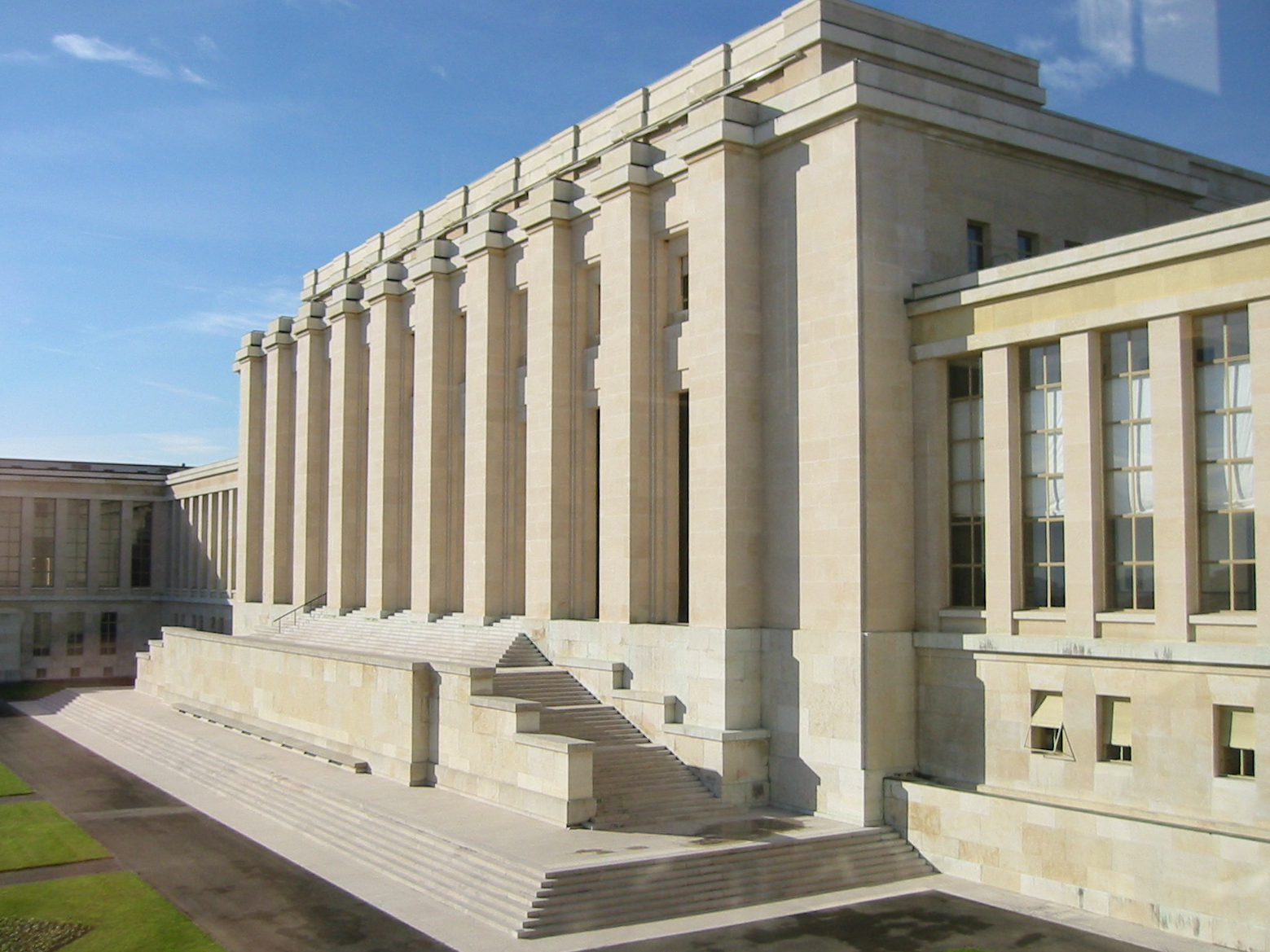
Edificio principal.

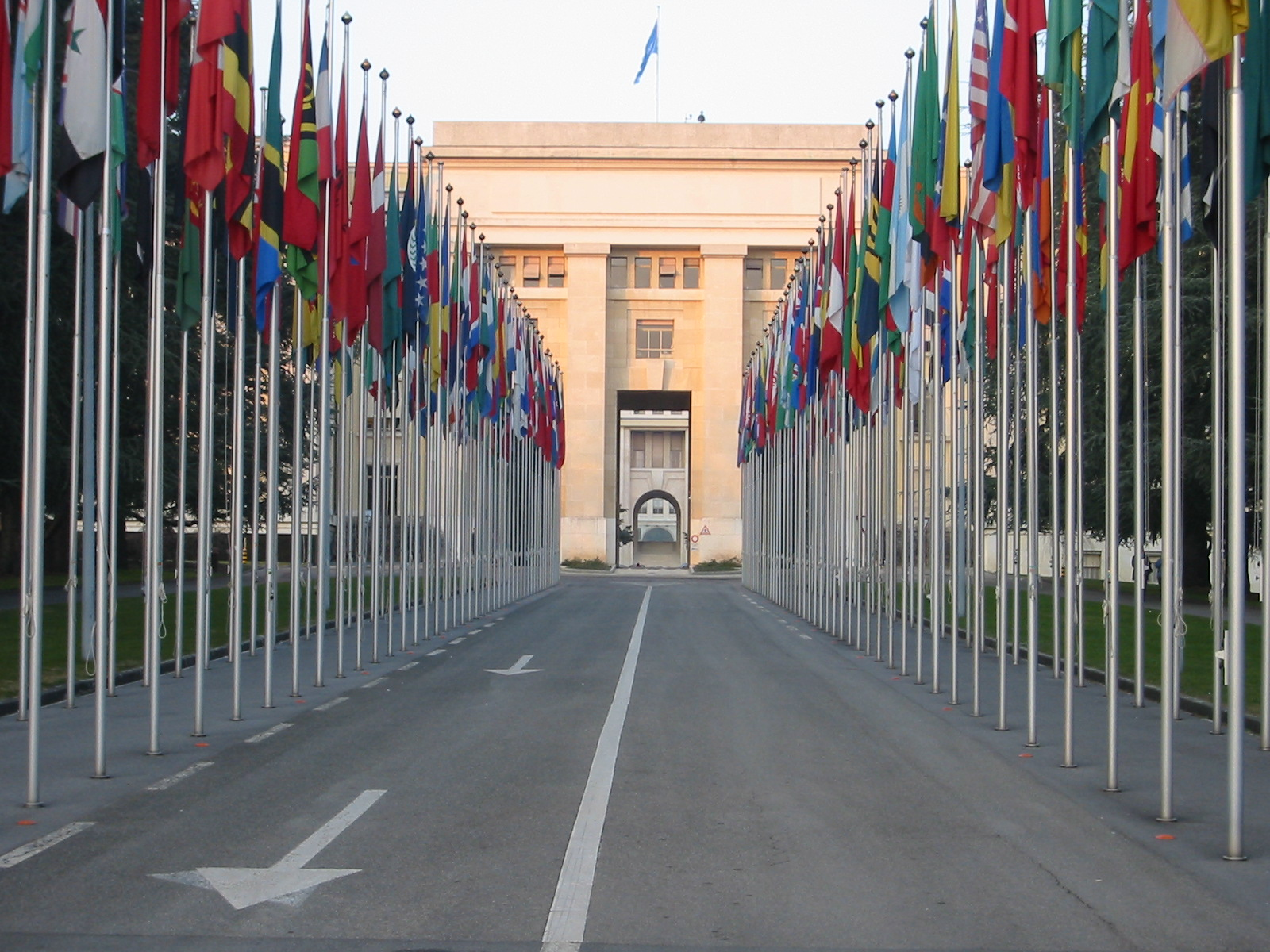
Banderas delante del edificio principal.

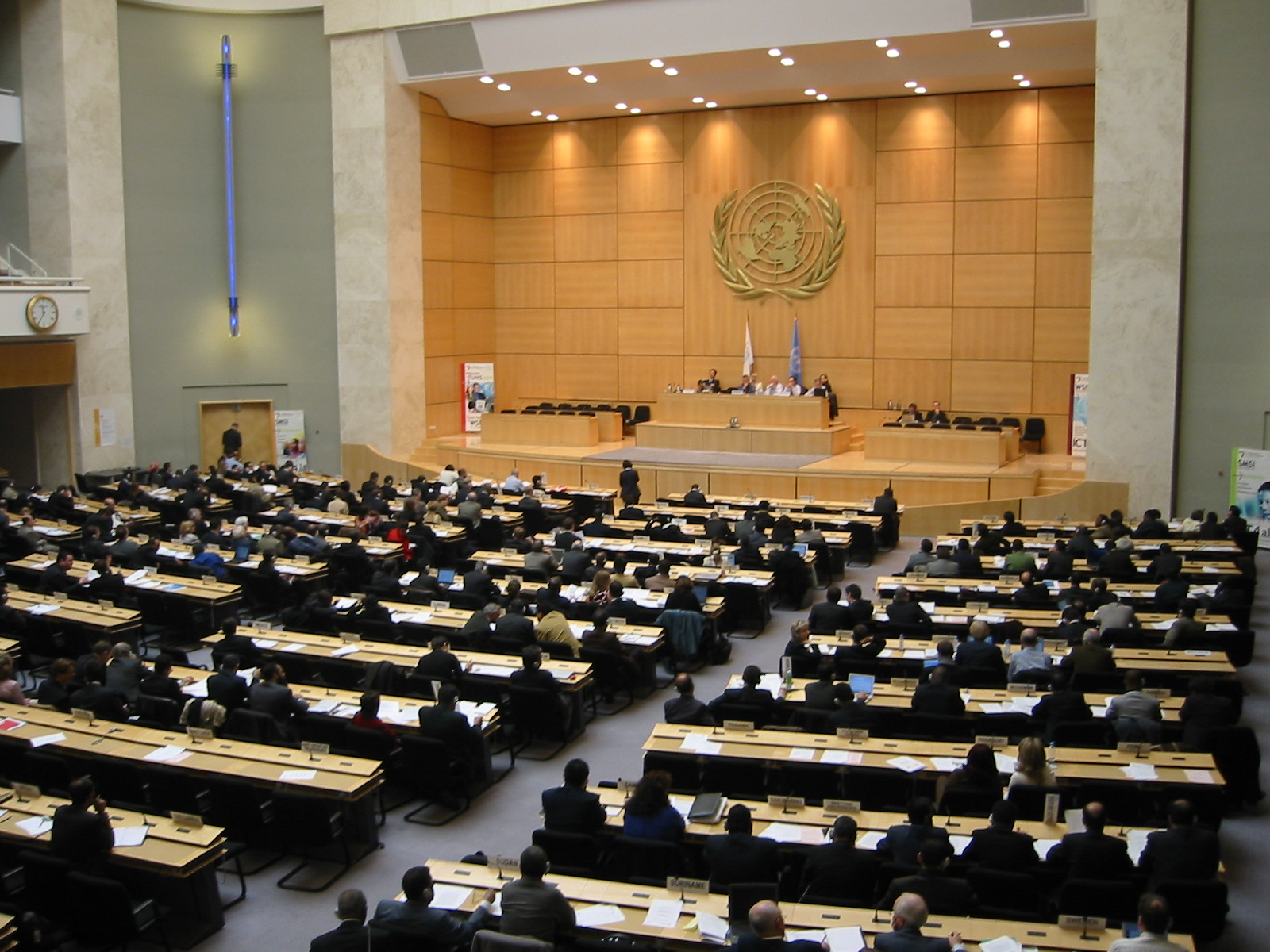
Sala principal del palacio.

El Palacio de las Naciones es un complejo de edificios que fueron construidos entre 1929 y 1937 en el seno del Parque Ariana en Ginebra (Suiza). Sirvió de sede a la Sociedad de Naciones (SDN) hasta 1946. Más tarde fue ocupado por la Organización de las Naciones Unidas y en 1966, el palacio se convierte en su sede europea (Oficina de la Organización de las Naciones Unidas en Ginebra u ONUG) y en la segunda más importante de la organización después de la sede de Nueva York.
Cada año, el recinto ginebrino de las Naciones Unidas acoge alrededor de 8000 reuniones entre las que hay cerca de 600 importantes conferencias. 
Algunas zonas del palacio son accesibles para las 100.000 personas que aproximadamente lo visitan cada año.
El palacio también alberga las oficinas de diversos organismos de la ONU:
- Oficina del Alto Comisionado de las Naciones Unidas para los Derechos Humanos (ACNUDH)
- Organismo Internacional de Energía Atómica (OIEA)
- Oficina de Coordinación de Asuntos Humanitarios (OCAH)
- Conferencia de las Naciones Unidas sobre Comercio y Desarrollo (CNUCYD o UNCTAD)
- Organización para la Alimentación y la Agricultura (FAO)
- Organización de las Naciones Unidas para el Desarrollo Industrial (ONUDI)
- Organización de las Naciones Unidas para la Educación, la Ciencia y la Cultura (UNESCO)

## Historia
Tras la fundación de la SDN, el 10 de enero de 1920, la construcción del palacio sale a concurso en 1926. El jurado no es capaz de elegir entre las 377 proposiciones y, en consecuencia, encarga a los arquitectos Carlo Broggi (Italia), Julien Flegenheimer (Suiza), Camille Lefèvre, Henri-Paul Nénot (Francia) y Joseph Vago (Hungría) elaborar un proyecto común. Finalmente, el 7 de septiembre de 1929 se pone la primera piedra de un edificio de estilo neoclásico.
En 1933, la secretaría de la SDN se instala en la zona ya terminada de la construcción y, en 1936, la mayor parte del personal que se encontraba en la sede precedente se traslada al edificio casi terminado. La organización interior cuenta todavía con gran parte de los materiales ofrecidos por los países miembros de la SDN. Además, bajo la primera piedra del edificio, se encuentra una cápsula del tiempo que contiene entre otras cosas la lista de todos los miembros de la SDN, una copia de sus actos constitutivos y una moneda de cada país miembro. La SDN está ya políticamente paralizada y claramente ha perdido su influencia y su legitimidad. Esto no cambiará, lo que provoca en 1945 su disolución.
Debido al traspaso del edificio a las Naciones Unidas, fundadas en 1945 para suceder a la Sociedad de Naciones, el complejo se amplía en varias ocasiones. El edificio K se reforma entre 1950 y 1952 pasando a tener tres plantas suplementarias, mientras que el edificio D se construye para acoger la sede temporal de la Organización Mundial de la Salud. El edificio E se construye entre 1968 y 1973 para su uso como centro de conferencias.
Al término de estas ampliaciones, el complejo pasa a tener 600 metros de longitud y alberga 34 salas de conferencia y 2800 oficinas. En el edificio principal se encuentra la "Escultura por la no proliferación de las armas nucleares" del artista Clemens Weiss que regaló Alemania a las Naciones Unidas en 1996. El 18 de noviembre de 2008, la sala de conferencias XX y más concretamente su cúpula, es totalmente reconstruida por el artista español Miquel Barceló, en respuesta a una petición de España, que deseaba realizar un regalo a la organización. En esta sala será donde tiene sus reuniones el Consejo de Derechos Humanos de las Naciones Unidas.

## Parque Ariana

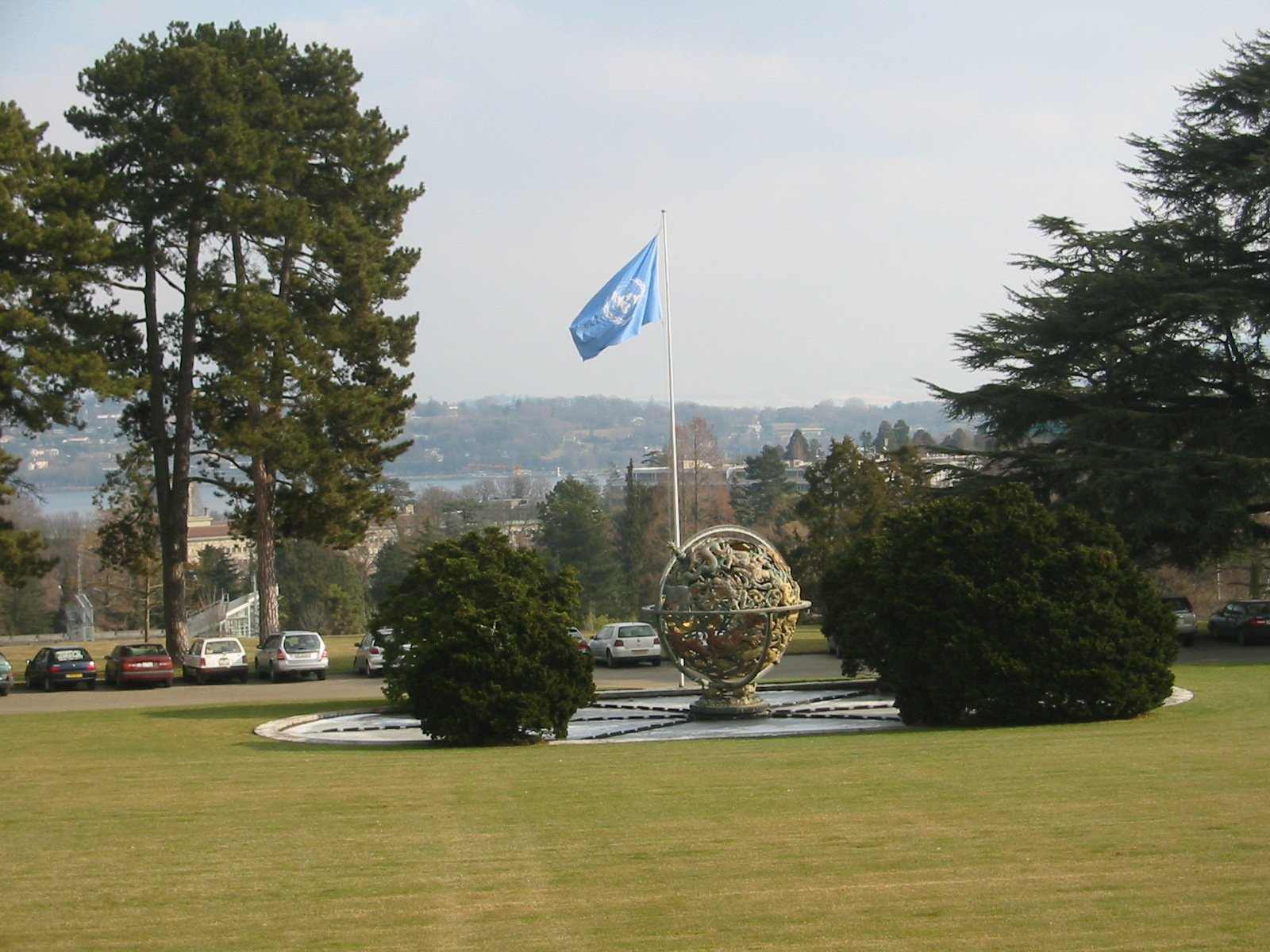
Vistas del parque - Lago Lemán.

El Palacio de las Naciones se encuentra en el parque ginebrino Ariana, y ocupa una superficie de 45 hectáreas junto a la avenida de la Paz. El edificio ofrece una perspectiva del lago Lemán y de los Alpes. Al otro lado de la avenida, se encuentra el barrio del Comité Internacional de la Cruz Roja. La familia Revilliod de la Rive regaló este parque a la ciudad de Ginebra poniendo tres condiciones: que el Señor de la Rive fuese enterrado allí, que se permitiera a sus amados pavo reales continuar habitando en los jardines, y que dicho parque fuese abierto al público. Las dos primeras condiciones fueron aceptadas sin problemas - la tumba del señor Revilliod es uno de los monumentos que se encuentran en el parque -, pero la tercera no se llevó a cabo ya que la ciudad de Ginebra puso el parque a disposición de las Naciones Unidas mientras la organización existiera.